# گور میخووسکیه
گور میخووسکیه (به لاتین: Góry Miechowskie) یک روستا در لهستان است که در گمینا راتسواویتسه واقع شده‌است. گور میخووسکیه ۲۸ نفر جمعیت دارد.